# Список втрат військової авіації України
У цій статті наведена інформація про авіаційні пригоди у Збройних силах України (включаючи Повітряні сили, Військово-морські сили, Сухопутні війська, ДПСУ, Внутрішні війська і Національну гвардію України); уся наведена інформація взята з відкритих джерел.

## Загальні дані
Згідно з офіційною статистикою Міністерства оборони України, з 1992 по березень 1998 року (включаючи катастрофу 26 березня) Військово-повітряні сили України втратили в льотних пригодах 11 літаків і 1 вертоліт, загинули 25 осіб, не рахуючи випадків у ВМС та армійській авіації. За пізнішими офіційними даними, з 1992 по липень 2002 року в льотних пригодах було втрачено 17 літаків і вертольотів, у тому числі сталося 5 аварій і 12 катастроф, в яких загинули 37 членів екіпажів. Згідно зі ЗМІ, у проміжок із 1992 по 27 липня 2002 року (включаючи Скнилівську трагедію) Військово-повітряні сили України (Повітряні сили ЗСУ) втратили в льотних пригодах 16 літаків і 2 вертольоти, загинули 117 осіб.

## Літаки

### 1991-2014

###### Між проголошенням незалежності та створенням ВПС
| дата       | літак | місце                       | подробиці                                                                            |
| ---------- | ----- | --------------------------- | ------------------------------------------------------------------------------------ |
| 26.09.1991 | Ан-26 | Бориспіль, Київська область | катастрофа рейсу МО СРСР Краснодар-Бориспіль, загинула 1 людина з 8 що були на борту |

###### Після створення ВПС
12 грудня 1991 року створені Повітряні сили Збройних сил України на базі літаків СРСР що дислокувалися в Українській РСР.
| дата       | літак        | місце                                                    | подробиці |
| ---------- | ------------ | -------------------------------------------------------- | --- |
| ??.01.1992 | Ту-22М3      | Стрий, Львівська область                                 | у січні 1992 року відбулося незаконне переміщення на територію Білорусі (Бобруйськ) 6 одиниць Ту-22М3, під виглядом навчань, на полковника А. Я. Фоміна та підполковника А. В. Корнійчука прокуратура відкрила кримінальну справу і ці офіцери терміново покинули Україну, РФ викрадені літаки не повернула   |
| ??.01.1992 | Ту-22М3      | Стрий, Львівська область                                 | у січні 1992 року відбулося незаконне переміщення на територію Білорусі (Бобруйськ) 6 одиниць Ту-22М3, під виглядом навчань, на полковника А. Я. Фоміна та підполковника А. В. Корнійчука прокуратура відкрила кримінальну справу і ці офіцери терміново покинули Україну, РФ викрадені літаки не повернула   |
| ??.01.1992 | Ту-22М3      | Стрий, Львівська область                                 | у січні 1992 року відбулося незаконне переміщення на територію Білорусі (Бобруйськ) 6 одиниць Ту-22М3, під виглядом навчань, на полковника А. Я. Фоміна та підполковника А. В. Корнійчука прокуратура відкрила кримінальну справу і ці офіцери терміново покинули Україну, РФ викрадені літаки не повернула   |
| ??.01.1992 | Ту-22М3      | Стрий, Львівська область                                 | у січні 1992 року відбулося незаконне переміщення на територію Білорусі (Бобруйськ) 6 одиниць Ту-22М3, під виглядом навчань, на полковника А. Я. Фоміна та підполковника А. В. Корнійчука прокуратура відкрила кримінальну справу і ці офіцери терміново покинули Україну, РФ викрадені літаки не повернула   |
| ??.01.1992 | Ту-22М3      | Стрий, Львівська область                                 | у січні 1992 року відбулося незаконне переміщення на територію Білорусі (Бобруйськ) 6 одиниць Ту-22М3, під виглядом навчань, на полковника А. Я. Фоміна та підполковника А. В. Корнійчука прокуратура відкрила кримінальну справу і ці офіцери терміново покинули Україну, РФ викрадені літаки не повернула   |
| ??.01.1992 | Ту-22М3      | Стрий, Львівська область                                 | у січні 1992 року відбулося незаконне переміщення на територію Білорусі (Бобруйськ) 6 одиниць Ту-22М3, під виглядом навчань, на полковника А. Я. Фоміна та підполковника А. В. Корнійчука прокуратура відкрила кримінальну справу і ці офіцери терміново покинули Україну, РФ викрадені літаки не повернула   |
| 13.02.1992 | Су-24        | Старокостянтинів, Хмельницька область                    | 13 лютого 1992 року відбулося незаконне переміщення на територію РФ 6 одиниць Су-24 під час проведення планових тренувальних польотів, офіцери, які скоїли цей злочин і зрадили військовій присязі, успішно проходили службу в РФ та не були притягнуті до відповідальності, РФ викрадені літаки не повернула |
| 13.02.1992 | Су-24        | Старокостянтинів, Хмельницька область                    | 13 лютого 1992 року відбулося незаконне переміщення на територію РФ 6 одиниць Су-24 під час проведення планових тренувальних польотів, офіцери, які скоїли цей злочин і зрадили військовій присязі, успішно проходили службу в РФ та не були притягнуті до відповідальності, РФ викрадені літаки не повернула |
| 13.02.1992 | Су-24        | Старокостянтинів, Хмельницька область                    | 13 лютого 1992 року відбулося незаконне переміщення на територію РФ 6 одиниць Су-24 під час проведення планових тренувальних польотів, офіцери, які скоїли цей злочин і зрадили військовій присязі, успішно проходили службу в РФ та не були притягнуті до відповідальності, РФ викрадені літаки не повернула |
| 13.02.1992 | Су-24        | Старокостянтинів, Хмельницька область                    | 13 лютого 1992 року відбулося незаконне переміщення на територію РФ 6 одиниць Су-24 під час проведення планових тренувальних польотів, офіцери, які скоїли цей злочин і зрадили військовій присязі, успішно проходили службу в РФ та не були притягнуті до відповідальності, РФ викрадені літаки не повернула |
| 13.02.1992 | Су-24        | Старокостянтинів, Хмельницька область                    | 13 лютого 1992 року відбулося незаконне переміщення на територію РФ 6 одиниць Су-24 під час проведення планових тренувальних польотів, офіцери, які скоїли цей злочин і зрадили військовій присязі, успішно проходили службу в РФ та не були притягнуті до відповідальності, РФ викрадені літаки не повернула |
| 13.02.1992 | Су-24        | Старокостянтинів, Хмельницька область                    | 13 лютого 1992 року відбулося незаконне переміщення на територію РФ 6 одиниць Су-24 під час проведення планових тренувальних польотів, офіцери, які скоїли цей злочин і зрадили військовій присязі, успішно проходили службу в РФ та не були притягнуті до відповідальності, РФ викрадені літаки не повернула |
| 24.04.1992 | Су-27УБ      | Миргород, Полтавська область                             | катастрофа під час показового виступу літака (64 червоний), 1-й пілот (підполковник Віктор Камельков) загинув, 2-й (підполковник Сергій Останін) катапультувався |
| 01.12.1992 | МіГ-21       | Волинська область                                        | зазнав катастрофи у Волинській області під час випробувального польоту, пілот (майор Сергій Мусланов) загинув |
| 15.06.1995 | МіГ-29УБ     | Бовшів, Івано-Франківська область                        | зазнав катастрофи під час тренувального польоту, обидва члени екіпажу загинули |
| 30.07.1996 | МіГ-29       | Києво-Олександрівський авіаполігон, Миколаївська область | зазнав катастрофи під час тренувального польоту, пілот (капітан Вадим Кирильчук) загинув |
| 31.10.1996 | МіГ-29       | Чорне море                                               | під час перельоту літак з невстановленої причини впав в Чорне море, пілот (майор Олег Кулик) загинув |
| 13.08.1997 | L-39         | Умань, Черкаська область                                 | зазнав катастрофи під час тренувального польоту, обидва члени екіпажу (підполковники Гульченко і Чічіков) загинули |
| 26.03.1998 | МіГ-29       | Іслям-Терек, АР Крим                                     | політ в ході підготовки пілотажної групи «Українські соколи» до авіасалону в Ле Бурже, літак (107 білий) зазнав катастрофи при посадці в складних метеоумовах |
| 13.07.1998 | Іл-76МД      | Рас-ель-Хайма, ОАЕ                                       | літак ВПС України (UR-76424), зафрахтований АТІ, впав у море після вильоту з Рас-ель-Хайми. Загинули всі 5 членів екіпажу і 3 пасажири |
| 17.07.1998 | Іл-78        | Асмера, Еритрея                                          | літак МО України (UR-UCI), зафрахтований Air Sofia, зіткнувся з пагорбом при заході на посадку, загинули всі 10 осіб, що перебували на борту |
| 18.08.1999 | Су-24        | Липляни, Волинська область                               | під час виконання тренувального польоту сталася пожежа на борту літака (44 білий), обидва члени екіпажу успішно катапультувалися |
| 11.09.1998 | Су-17М4Р     | Яремче, Івано-Франківська область                        | відмова двигуна під час тренувального польоту, пілот успішно катапультувався |
| 26.08.1999 | L-39         | Кульбакине, Миколаївська область                         | зазнав катастрофи під час підготовки до авіашоу, обидва члени екіпажу (полковник Олександр Шапіро, підполковник Дмитро Русин) загинули |
| 03.04.2002 | Су-25        | Запоріжжя, Запорізька область                            | літак (34 червоний) зазнав катастрофи на аеродромі «Запоріжжя» під час випробувального польоту, пілот полковник Юрій Гудін загинув, причина — помилка льотчика |
| 27.07.2002 | Су-27УБ      | Львів, Львівська область                                 | літак (42 синій) розбився під час авіашоу на аеродромі Скнилів, обидва члени екіпажу (Володимир Топонар та Юрій Єгоров) катапультувалися, на землі загинули 77 осіб |
| 04.07.2012 | Diamond DA42 | Закарпатська область                                     | літак (23 синій) з прикордонниками розбився поблизу кордону зі Словаччиною |
| 22.09.2012 | L-39         | Чугуїв, Харківська область                               | літак (04 синій) зазнав катастрофи на аеродромі «Чугуїв», причина: помилка пілота, літак після зльоту виконував набір висоти з більшим кутом атаки |

### Літаки що залишилися в окупованому Криму
Окупація Криму Росією призвела до захоплення авіаційної техніки 204-ї БрТА (46 МіГ-29), а також 13 МіГ-29, які перебували на базі Державного авіаційного науково-випробувального центру України на аеродромі Кіровське. У квітні-червні 2014 р. наземним транспортом було евакуйовано 50 винищувачів, у тому числі усі літаки з Кіровського. На авіабазі «Бельбек» залишається 7 винищувачів МіГ-29, 2 винищувачі МіГ-29УБ та 3 навчально-бойових літаки L-39M1.
| дата       | літак, бортовий номер | літак, бортовий номер | місце                | подробиці                                                                    |
| ---------- | --------------------- | --------------------- | -------------------- | ---------------------------------------------------------------------------- |
| 28.02.2014 | МіГ-29                | 01 синій              | Бельбек, Севастополь | авіатехніка яку Росія не передала Україні після захоплення аеропорту Бельбек |
| 28.02.2014 | МіГ-29                | 07 синій              | Бельбек, Севастополь | авіатехніка яку Росія не передала Україні після захоплення аеропорту Бельбек |
| 28.02.2014 | МіГ-29                | 18 синій              | Бельбек, Севастополь | авіатехніка яку Росія не передала Україні після захоплення аеропорту Бельбек |
| 28.02.2014 | МіГ-29                | 19 синій              | Бельбек, Севастополь | авіатехніка яку Росія не передала Україні після захоплення аеропорту Бельбек |
| 28.02.2014 | МіГ-29                | 20 синій              | Бельбек, Севастополь | авіатехніка яку Росія не передала Україні після захоплення аеропорту Бельбек |
| 28.02.2014 | МіГ-29                | 22 синій              | Бельбек, Севастополь | авіатехніка яку Росія не передала Україні після захоплення аеропорту Бельбек |
| 28.02.2014 | МіГ-29                | 40 синій              | Бельбек, Севастополь | авіатехніка яку Росія не передала Україні після захоплення аеропорту Бельбек |
| 28.02.2014 | МіГ-29УБ              | 84 синій              | Бельбек, Севастополь | авіатехніка яку Росія не передала Україні після захоплення аеропорту Бельбек |
| 28.02.2014 | МіГ-29УБ              | 85 синій              | Бельбек, Севастополь | авіатехніка яку Росія не передала Україні після захоплення аеропорту Бельбек |
| 28.02.2014 | L-39М1                | 102 синій             | Бельбек, Севастополь | авіатехніка яку Росія не передала Україні після захоплення аеропорту Бельбек |
| 28.02.2014 | L-39М1                | 103 синій             | Бельбек, Севастополь | авіатехніка яку Росія не передала Україні після захоплення аеропорту Бельбек |
| 28.02.2014 | L-39М1                | 104 синій             | Бельбек, Севастополь | авіатехніка яку Росія не передала Україні після захоплення аеропорту Бельбек |

### Під час бойових дій на сході України у 2014 році
| дата       | літак   | місце                                 | подробиці |
| ---------- | ------- | ------------------------------------- | --- |
| 21.03.2014 | Су-24М  | Старокостянтинів, Хмельницька область | при заході на посадку на аеродром «Старокостянтинів» зазнав катастрофу бомбардувальник Су-24М (83 білий) під час планового польоту, пілоти катапультувалися                                                                                           |
| 06.06.2014 | Ан-30Б  | Слов'янськ, Донецька область          | літак (80 жовтий) виконував розвідувальний політ під час війни на сході України, збитий з ПЗРК, 3 члени екіпажу покинули борт літака, 5 загинули |
| 14.06.2014 | Іл-76МД | Луганськ, Луганська область           | військово-транспортний літак (76777) був уражений вогнем при заході на посадку в аеропорту Луганська, 49 військовослужбовців і 9 членів екіпажу загинули                                                                                              |
| 02.07.2014 | Су-25   | Дніпро, Дніпропетровська область      | штурмовик ВПС України Су-25 (06 синій)розбився при заході на посадку в аеропорту Дніпра, льотчик встиг катапультуватися |
| 14.07.2014 | Ан-26   | Сорокине, Луганська область           | Ан-26 (19 синій) збитий в Луганській області під час війни на сході України, 5 членів екіпажу врятовані, 2 — загинули, 1 — взятий в полон і згодом звільнений                                                                                         |
| 16.07.2014 | Су-25М1 | Амвросіївка, Донецька область         | Су-25 (03 синій) збитий у ході бойових дій |
| 23.07.2014 | Су-25М1 | Дмитрівка, Донецька область           | збиті з ПЗРК (04 синій та 33 синій) в Донецькій області поблизу селища Дмитрівка і в районі висоти Савур-могила льотчики катапультувалися, один з пілотів був підібраний пошуково-рятувальною командою через п'ять днів, доля другого пілота невідома |
| 23.07.2014 | Су-25   | Дмитрівка, Донецька область           | збиті з ПЗРК (04 синій та 33 синій) в Донецькій області поблизу селища Дмитрівка і в районі висоти Савур-могила льотчики катапультувалися, один з пілотів був підібраний пошуково-рятувальною командою через п'ять днів, доля другого пілота невідома |
| 07.08.2014 | МіГ-29  | Єнакієве, Донецька область            | МіГ-29 (02 синій) збитий в Донецькій області при виконанні бойового завдання під час війни на сході України, пілот встиг катапультуватися і врятований                                                                                                |
| 17.08.2014 | МіГ-29  | Луганська область                     | МіГ-29 (53 білий) збитий в при виконанні бойового завдання, пілот катапультувався і був евакуйований пошуково-рятувальною командою |
| 20.08.2014 | Су-24М  | Суходільськ, Луганська область        | фронтовий бомбардувальник Су-24М (27 білий) зі складу 7-ї бригади тактичної авіації збитий при виконанні бойового завдання, обидва пілоти встигли катапультуватися                                                                                    |
| 29.08.2014 | Су-25   | Донецька область                      | літак (08 синій) збитий при виконанні бойового завдання, льотчик катапультувався і врятований. Згідно із заявою прес-центру АТО літак був збитий ЗРК ЗС РФ                                                                                            |

### 2015-2022
| дата       | літак   | місце                                 | подробиці |
| ---------- | ------- | ------------------------------------- | --- |
| 11.11.2015 | Су-25М1 | Запорізька область                    | літак (07 синій), здійснюючи тренувальний політ на наднизькій висоті, зіткнувся з високовольтною лінією електропередач, унаслідок чого впав, пілот загинув     |
| 14.07.2016 | Су-25М1 | Старокостянтинів, Хмельницька область | при зльоті для виконання навчального польоту впав і розбився літак Су-25М1 (38 синій), льотчик катапультувався                                                 |
| 29.09.2017 | L-39    | Старокостянтинів, Хмельницька область | під час виконання навчального польоту втрачено зв'язок з літаком (72 синій), у результаті авіаційної катастрофи двоє пілотів загинуло                          |
| 16.10.2018 | Су-27УБ | Уланів, Вінницька область             | під час міжнародних навчань «Чисте небо — 2018» у ході виконання навчально-бойового польоту впав військовий літак Су-27 (70 синій), обидва пілоти загинули     |
| 15.12.2018 | Су-27УБ | Озерне, Житомирська область           | у ході виконання планових польотів, під час заходу на посадку розбився літак Су-27 (травня 55 синій), загинув льотчик 1 класу майор Олександр Фоменко          |
| 02.07.2019 | L-39М1  | Чугуїв, Харківська область            | літак (08 білий) розбився через технічну несправність, пілот катапультувався, згодом причиною аварії визнано порушення технології ремонту Одеськім авіазаводом |
| 25.09.2020 | Ан-26Ш  | Чугуїв, Харківська область            | у катастрофі літака (76 жовтий) було 26 загиблих, причиною катастрофи урядова комісія назвала технічні неполадки та людський фактор                            |

### Під час повномасштабного вторгнення РФ
| дата       | літак | місце | подробиці |
| ---------- | --- | --- | --- |
| 24.02.2022 | Ан-26 | Обухівський р-н, Київська область                                                                                                | у перший день російського вторгнення, в Київській області впав та загорівся Ан-26, на борту знаходилось 14 людей, 5 загинуло                                  |
| 24.02.2022 | Су-27 | Хмельницька область | майор Дмитро Коломієць вступив у повітряний бій на Хмельниччині, був збитий російським літаком, удостоєний звання Героя України                               |
| 24.02.2022 | МіГ-29 | Україна | в повітряному бою загинув лейтенант Пасулька Роман, військовослужбовець 40 БрТА                                                                               |
| 24.02.2022 | МіГ-29 | Київ | збитий у ході бойових дій в перший день російського повномасштабного вторгнення, пілот Володимир Коханський загинув                                           |
| 24.02.2022 | МіГ-29 | Київ | збитий у ході бойових дій в перший день російського повномасштабного вторгнення, пілот В'ячеслав Єрко загинув                                                 |
| 24.02.2022 | МіГ-29 | Україна | збитий у ході бойових дій в перший день російського повномасштабного вторгнення, пілот Едуард Вагоровський загинув                                            |
| 24.02.2022 | Су-24М | Фарбоване, Київська область | збитий у ході бойових дій, пілоти майори Дмитро Куликов та Микола Савчук загинули                                                                             |
| 24.02.2022 | Су-25М1 | Херсонська область | будучи підбитими, льотчики Олександр Щербаков та Ростислав Лазаренко, не маючи запасу висоти, направили літак на ворожу колону                                |
| 25.02.2022 | Су-27 | Київ | в повітряному бою підполковник Олександр Оксанченко, відволікаючи вогонь ворога на себе, був збитий та загинув                                                |
| 25.02.2022 | МіГ-29 | Тлумацький р-н, Івано-Франківська область                                                                                        | відомо про падіння МіГ-29 (35 синій), подробиці не зʼясовані                                                                                                  |
| 25.02.2022 | Су-25 | Глібівка, Київська область | літак підполковника Геннадія Матуляка, який ціною свого життя відвів літак від населеного пункту, посмертно нагороджений званням Герой України                |
| 26.02.2022 | Су-25М1К | Кульбакине, Миколаївська область                                                                                                 | два літаки (19 синій та 30 синій) 299 БрТА, були збиті поблизу аеродрому Кульбакине, льотчики загинули                                                        |
| 26.02.2022 | Су-25М1 | Кульбакине, Миколаївська область                                                                                                 | два літаки (19 синій та 30 синій) 299 БрТА, були збиті поблизу аеродрому Кульбакине, льотчики загинули                                                        |
| 26.02.2022 | Су-25 | Херсонська область | літак 299 БрТА збитий в Херсонській області, льотчик захоплений                                                                                               |
| 27.02.2022 | Су-24М | Бучанський р-н, Київська область                                                                                                 | літак Су-24М (77 білий) зі складу 7 БрТА був збитий 27 лютого під час битви за Київ (2022)                                                                    |
| 28.02.2022 | Су-27 | Кропивницький, Кіровоградська область                                                                                            | майор Степан Чобану загинув, відволікаючи на себе вогонь ворожої авіації                                                                                      |
| 01.03.2022 | Іл-76МД | Мелітополь, Запорізька область                                                                                                   | світлини захопленого літака (76699) опубліковані 1 березня 2022                                                                                               |
| 02.03.2022 | МіГ-29 | Київ | у повітряньому бою, майор Олександр Бринжала разом з напарником збили 3 літаки, але також були збиті, посмертно отримав звання Герой України                  |
| 02.03.2022 | Су-24М | Звягель, Житомирська область | збитий у ході бойових дій над Житомирщиною, пілоти полковник Коваленко Микола та капітан Євген Казіміров загинули                                             |
| 02.03.2022 | Су-25 | Хмельницька область | збитий у ході бойових дій, пілот капітан Олександр Корпан загинув                                                                                             |
| 03.03.2022 | Су-25 | Миколаївська область | збитий у ході бойових дій, пілот капітан Вадим Мороз загинув                                                                                                  |
| 08.03.2022 | МіГ-29 | Березівка, Київська область | після того як був підбитий скерував свій падаючий літак на колону ворожої техніки, пілот Андрій Люташин посмертно нагороджений Золотою зіркою                 |
| 08.03.2022 | МіГ-29 | Київська область | разом із літаком Люташина був збитий і другий МіГ-29, пілот якого успішно катапультувався                                                                     |
| 09.03.2022 | МіГ-29 | Житомир, Житомирська область | у повітряному бою з двома російськими винищувачами майор Євген Лисенко зумів збити один ворожий літак, але був підбитий системою ППО, загинув                 |
| 10.03.2022 | Су-25М1 | Україна | літак (31 синій) збитий у ході бойових дій |
| 12.03.2022 | Су-24М | Каховка, Херсонська область | збитий у ході бойових дій, льотчики підполковник Валерій Ошкало та майор Роман Чехун загинули                                                                 |
| 13.03.2022 | МіГ-29 | Україна | Степан Тарабалка загинув у повітряному бою з переважаючими силами ворога, посмертно нагороджений званням Герой України, та орденом Золота зірка               |
| 14.03.2022 | Су-25 | Волноваха, Донецька область | збитий у ході бойових дій, пілот Роман Василюк попав у полон, звільнений 25 квітня 2022                                                                       |
| 16.03.2022 | МіГ-29 | Україна | світлини знищеного літака опубліковані 4 квітня 2022 |
| 21.03.2022 | Су-24М | Запорізька область | задокументована втрата літака Су-24М 21 березня 2022, один із льотчиків — Вʼячеслав Ходаківський загинув                                                      |
| 22.03.2022 | Су-24М | Ізюм, Харківська область | збитий Су-24М (49 білий) у ході бойових дій, пілот майор Коваленко Олексій Олександрович загинув                                                              |
| 23.03.2022 | МіГ-29 | Тригір'я, Житомирська область | збитий у ході бойових дій, пілот капітан 204 БрТА Дмитро Чумаченко загинув                                                                                    |
| 30.03.2022 | Су-24М | Кропивницький р-н, Кіровоградська область                                                                                        | знищений у ході виконання бойових завдань, пілоти полковник Максим Сікаленко та майор Костянтин Городничев загинули                                           |
| 04.04.2022 | Іл-76МД | Мелітополь, Запорізька область                                                                                                   | світлини знищеного літака (76697) опубліковані 4 квітня 2022                                                                                                  |
| 15.04.2022 | Су-25 | Ізюм, Харківська область | збитий у ході бойових дій, пілот Єгор Середюк загинув |
| 14.05.2022 | Су-25 | Гуляйполе, Запорізька область | літак зі складу 299 БрТА, виконував бойове завдання в районі Гуляйполя, був збитий ворожим вогнем, пілот Сергій Пархоменко загинув                            |
| 19.05.2022 | Су-24М | Україна | виконуюче бойове завдання літак, зі складу 7 БрТА, був збитий силами ворога, підполковник Ігор Хмара та штурман майор Ілля Негар загинули                     |
| 06.06.2022 | Су-27 | Запорізька область | внаслідок помилки розрахунку ПЗРК дружнім вогнем збито український винищувач Су-27 (38 синій)                                                                 |
| 26.06.2022 | Су-24М | острів Зміїний | льотчик полковник Михайло Матюшенко та штурман майор Юрій Красильніков на літаку Су-24М загинули під час виконання бойового завдання                          |
| 26.07.2022 | Су-25 | Дніпропетровська область | стало відомо про загибель пілота Олександра Кукурби у повітряному бою                                                                                         |
| 07.08.2022 | МіГ-29 | Україна | загинув льотчик 204 БрТА Антон Листопад |
| 08.08.2022 | Су-25 | південь України | збитий у ході бойових дій, пілот полковник Юрій Погорілий, льотчик-штурман лейтенант Денис Луков загинули                                                     |
| 21.08.2022 | Су-27 | Україна | під час виконання бойового завдання загинув підполковник Павло Бабич                                                                                          |
| 07.09.2022 | Су-25 | Миколаївська область | збитий у ході бойових дій, пілот майор Вадим Благовісний загинув                                                                                              |
| 11.09.2022 | Су-24М | південь України | подробиці не зʼясовані, екіпаж ймовірно вижив |
| 19.09.2022 | Су-25 | Вугледар, Донецька область | подробиці не зʼясовані, світлини уламку хвостової частини літака опубліковані 19 вересня 2022                                                                 |
| 25.09.2022 | МіГ-29 | Україна | виконав завдання зі знищення ворожих засобів ППО за допомогою ракет AGM-88 HARM, але після цього був збитий, пілот майор Тарас Редькін загинув                |
| 10.10.2022 | Су-27 | Полтавська область | подробиці не зʼясовані, Су-27 (59 жовтий) загинув полковник Олег Шупік                                                                                        |
| 12.10.2022 | Су-24М | Полтавська область | подробиці не зʼясовані |
| 12.10.2022 | МіГ-29 | Вінницька область | розбився у ході знищення БПЛА Shahed 136, пілот Ворошилов Вадим Олександрович успішно катапультувався                                                         |
|            | | | |
| 07.01.2023 | МіГ-29 | Курахове, Донецька область | світлини знищеного літака опубліковані 7 січня 2023 |
| 27.01.2023 | Су-25 | Шабельківка, Донецька область | збитий у ході бойових дій, пілот майор Данило Мурашко загинув                                                                                                 |
| 01.03.2023 | Су-24М | Україна | ймовірно був збитий український Су-24: загинули Віктор Волинець і Ігор Соломенніков (7 БрТА)                                                                  |
| 28.03.2023 | Су-27 | Україна | майор 831 БрТА Денис Кирилюк 28 березня загинув під час російсько-української війни під час виконання бойового завдання                                       |
| 02.06.2023 | МіГ-29 | Україна | пілот винищувача Владислав Савєльєв загинув на бойовому завданні                                                                                              |
| 25.08.2023 | L-39 | Житомирська область | троє льотчиків загинули унаслідок зіткнення двох українських літаків увечері 25 серпня на Житомирщині                                                         |
| 25.08.2023 | L-39 | Житомирська область | троє льотчиків загинули унаслідок зіткнення двох українських літаків увечері 25 серпня на Житомирщині                                                         |
| 11.09.2023 | МіГ-29 | Довгинцеве, Дніпропетровська область                                                                                             | дрон-камікадзе завдав удару по літаку МіГ-29 |
| 11.09.2023 | Су-25 | Довгинцеве, Дніпропетровська область                                                                                             | дрон-камікадзе завдав удару по літаку Су-25 |
| 26.09.2023 | МіГ-29 | Кульбакине, Миколаївська область                                                                                                 | удар ракетами або дроном-камікадзе по літаку МіГ-29 |
| 26.09.2023 | МіГ-29 | Кульбакине, Миколаївська область                                                                                                 | відомо про ще один знищений на аеродромі МіГ-29 у проміжку між 26 вересня та 1 жовтня 2023                                                                    |
| 22.12.2023 | Су-27 | Україна | відомо про загиблого під час виконання бойового завдання пілота Станіслава Романенка                                                                          |
|            | | | |
| 07.02.2024 | Су-25 | Україна | під час виконання бойового завдання загинув льотчик 299 БрТА Владислав Риков, на рахунку якого було 385 бойових вильотів                                      |
| 08.03.2024 | МіГ-29 | Покровський р-н, Донецька область                                                                                                | в Покровському районі на Донеччині впав винищувач МіГ-29, пілот-винищувач майор Андрій Ткаченко — загинув                                                     |
| 20.03.2024 | L-39 | Кульбакине, Миколаївська область                                                                                                 | 20 березня було опубліковане відео атаки дроном-камікадзе по літаку L-39 розміщеному на території аеродрому                                                   |
| 17.04.2024 | був нанесений ракетний удар по аеропорту у смт Авіаторське, в ході якого відбулося ймовірне пошкодження трьох винищувачів МіГ-29 | був нанесений ракетний удар по аеропорту у смт Авіаторське, в ході якого відбулося ймовірне пошкодження трьох винищувачів МіГ-29 | був нанесений ракетний удар по аеропорту у смт Авіаторське, в ході якого відбулося ймовірне пошкодження трьох винищувачів МіГ-29                              |
| 20.04.2024 | МіГ-29 | Авіаторське, Дніпропетровська область                                                                                            | літак був знищений ракетним ударом |
| 17.05.2024 | Су-27 | Україна | відомо про загибель підполковника Дениса Василюка, ймовірно під час польоту на Су-27                                                                          |
| 10.06.2024 | Су-25 | Довгинцеве, Дніпропетровська область                                                                                             | російськими ЗМІ було опубліковано відео ураження літака на аеродромі безпілотником                                                                            |
| 01.07.2024 | Су-27 | Миргород, Полтавська область | відомо про влучання ракети по літаку Су-27 що перебув на аеродромі (за іншими даними знищено два Су-27) та пошкодження інших                                  |
| 12.08.2024 | МіГ-29 | ??? | за повідомленням міської ради міста Мена, 12 серпня 2024 року під час виконання бойового завдання загинув командир авіаційної ланки, капітан Олександр Мигуля |
| 16.08.2024 | МіГ-29 | Авіаторське, Дніпропетровська область                                                                                            | ураження літака ворожою ракетою на території аеропорту |
| 26.08.2024 | F-16 | Україна | відомо про загибель пілота (Олексій Месь) у авіакатастрофі |
| 22.11.2024 | МіГ-29 | Авіаторське, Дніпропетровська область                                                                                            | зафіксовано ураження МіГ-29 ПС ЗСУ |
| 14.12.2024 | Су-25 | Херсонська область | під час виконання бойового завдання загинув майор Владислав Солоп пілот 299 БрТА ПС ЗСУ                                                                       |
|            | | | |
| 03.02.2025 | ??? | ??? | під час виконання бойового завдання загинув капітан ПС ЗСУ 831 БрТА Іван Болотов                                                                              |
| 12.04.2025 | F-16 | ??? | під час виконання бойового завдання на літаку F-16 загинув пілот Павло Іванов                                                                                 |
| 28.04.2025 | Су-27 | ??? | під час російської атаки Повітряні сили втратили винищувач Су-27, пілот врятований                                                                            |
| 16.05.2025 | F-16 | ??? | під час відбиття повітряної атаки пілот відвів літак від населеного пункту і успішно катапультувався                                                          |
| 29.06.2025 | F-16 | ??? | відбиваючи повітряну атаку РФ, загинув пілот підполковник Максим Устименко на літаку F-16                                                                     |
| 18.07.2025 | Як-52 | ??? | під час виконання бойового завдання загинув полковник Костянтин Оборін                                                                                        |
| 22.07.2025 | Dassault Mirage 2000 | Волинська область | втрачено винищувач Mirage-2000 внаслідок технічної несправності                                                                                               |

## Гелікоптери

### 1991-2014
| дата       | гелікоптер | місце                               | подробиці |
| ---------- | ---------- | ----------------------------------- | --- |
| 19.03.2001 | Мі-8       | Чорнобаївка, Херсонська область     | гелікоптер армійської авіації Південного оперативного командування СВ України, що летів з пасажирами в Херсон, загинули 8 осіб, що перебували на борту       |
| 07.11.2001 | Мі-8МТ     | Фрітаун, Сьєрра-Леоне               | гелікоптер (UN-103) українського миротворчого контингенту впав у море, загинули всі 4 члени екіпажу і 3 пасажири (співробітники місії ООН)                   |
| 17.12.2003 | Мі-8Т      | Озаричі, Сумська область            | гелікоптер навчальної авіабази ВПС зазнав катастрофи у Сумській області, загинули всі 3 члени екіпажу                                                        |
| 03.09.2004 | Мі-8МТВ    | Кавакдарі, Туреччина                | гелікоптер ЗСУ (UR CEC), переданий в оренду комерційній авіакомпанії, розбився під час робіт з гасіння лісової пожежі, загинули всі 5 осіб, що були на борту |
| 27.03.2008 | Мі-8       | острів Зміїний                      | гелікоптер ДПСУ (07 синій), що летів за маршрутом Одеса — Вилкове — о. Зміїний зазнав катастрофи неподалік від острова, загинули 13 людей, 1 солдат вижив    |
| 31.05.2008 | Мі-8МТВ-1  | Гринвілл, Ліберія                   | український вертоліт (UN-174), що виконував політ в межах місії ООН, впав на побережжі Ліберії                                                               |
| 25.12.2012 | Мі-8МТ     | Олександрія, Кіровоградська область | гелікоптер внутрішніх військ МВС України (29 жовтий) розбився незабаром після зльоту з аеродрому, загинули всі 5 осіб, що перебували на борту                |
| 18.09.2013 | Мі-24П     | Бельбек, Севастополь                | внаслідок падіння гелікоптера (01 червоний) отримав поранення один з членів екіпажу                                                                          |

### Під час бойових дій на сході України
| дата       | гелікоптер | місце                          | подробиці |
| ---------- | ---------- | ------------------------------ | --- |
| 25.04.2014 | Мі-8Т      | Краматорськ, Донецька область  | гелікоптер сухопутних військ України (55 жовтий) був знищений російськими терористами на аеродромі внаслідок пострілу з ПТКР під час війни на сході України, без жертв     |
| 02.05.2014 | Мі-24П     | Слов'янськ, Донецька область   | гелікоптер збройних сил України (40 жовтий) збитий під час війни на сході України, екіпаж з трьох чоловік загинув                                                          |
| 02.05.2014 | Мі-24ВП    | Слов'янськ, Донецька область   | гелікоптер збройних сил України (09 жовтий) збитий під час війни на сході України, два члени екіпажу загинули, один був поранений та взятий у полон, згодом врятований     |
| 05.05.2014 | Мі-24П     | Слов'янськ, Донецька область   | гелікоптер (29 червоний) був битий з великокаліберного кулемета, приземлився у річку, екіпаж залишився живий і був евакуйований, пізніше був знищений українською авіацією |
| 29.05.2014 | Мі-8Т      | Слов'янськ, Донецька область   | гелікоптер НГУ (16 жовтий) збито під час виконання бойових задач, загинуло 12 із 13 людей що перебували на борту                                                           |
| 04.06.2014 | Мі-24П     | Слов'янськ, Донецька область   | гелікоптер (15 жовтий) збройних сил України збитий з ПЗРК, під час війни на сході України, екіпаж зазнав поранень і вижив                                                  |
| 24.06.2014 | Мі-8Т      | Слов'янськ, Донецька область   | гелікоптер ЗСУ (63 жовтий) з 16 ОБрАА збитий з ПЗРК під час війни на сході України, загинули всі 9 осіб, що перебували на борту                                            |
| 07.08.2014 | Мі-8Т      | Савур-могила, Донецька область | гелікоптер ЗСУ (62 жовтий) з 16 ОБрАА при виконанні бойового завдання був обстріляний зі стрілецької зброї та здійснив аварійну посадку, з 5 осіб 1 помер у госпіталі      |
| 20.08.2014 | Мі-24П     | Георгіївка, Луганська область  | гелікоптер ЗСУ (15 жовтий) з 12 ОБрАА підбитий на надмалій висоті при виконанні бойового завдання, обидва члени екіпажу загинули                                           |

### 2015-2022
| дата       | гелікоптер    | місце                                | подробиці |
| ---------- | ------------- | ------------------------------------ | --- |
| 24.03.2015 | Мі-24П        | Васильківський р-н, Київська область | гелікоптер ЗСУ (08 жовтий) розбився під час польоту за маршрутом Полтава — Житомир, льотчик-оператор (лейтенант) загинув, 2 члени екіпажу (капітан і майор) поранені |
| 26.03.2017 | Мі-2          | Малинівка, Донецька область          | гелікоптер зіткнувся з лінією електропередач, загинуло 5 військових                                                                                                  |
| 29.05.2019 | Мі-8МТВ-МСБ-1 | Сестрятин, Рівненська область        | гелікоптер розбився під час навчально-тренувального польоту, загинуло 4 члени екіпажу                                                                                |
| 16.08.2019 | Мі-2          | Броди, Львівська область             | на військовому аеродромі у Бродах під час зльоту впав гелікоптер Мі-2, без постраждалих                                                                              |

### Під час повномасштабного вторгнення РФ
| дата       | гелікоптер | місце                                  | подробиці |
| ---------- | ---------- | -------------------------------------- | --- |
| 28.02.2022 | Мі-8       | Макарів, Київська область              | полковник Олександр Григорʼєв, капітан Дмитро Нестерук та ст. лейтенант Василь Гнатюк на гелікоптері Мі-8 16 ОБрАА загинули під час виконання бойового завдання |
| 02.03.2022 | Мі-2       | Чорнобаївка, Херсонська область        | задокументовано щонайменше 3 гелікоптери Мі-2 які могли бути захоплені росіянами впродовж окупації аеродрому Чорнобаївки                                        |
| 02.03.2022 | Мі-2       | Чорнобаївка, Херсонська область        | задокументовано щонайменше 3 гелікоптери Мі-2 які могли бути захоплені росіянами впродовж окупації аеродрому Чорнобаївки                                        |
| 06.03.2022 | Мі-8       | Михайлівка, Миколаївська область       | два гелікоптери Мі-8 були збиті росіянами, відомо про загибель шести українських військовослужбовців                                                            |
| 06.03.2022 | Мі-8       | Михайлівка, Миколаївська область       | два гелікоптери Мі-8 були збиті росіянами, відомо про загибель шести українських військовослужбовців                                                            |
| 08.03.2022 | Мі-24      | Кулажинці, Київська область            | підполковник Олександр Мариняк і капітан Іван Беззуб на гелікоптері Мі-24 16 ОБрАА загинули під час виконання бойового завдання                                 |
| 31.03.2022 | Мі-8       | Маріуполь, Донецька область            | лейтенант Денис Бадіка, майор Юрій Тимусь і старший лейтенант Іван Ваховський на гелікоптері Мі-8 16 ОБрАА загинули після збиття, перевозячи важкопоранених     |
| 07.05.2022 | Мі-14      | Чорне море                             | під час Російського вторгнення в Україну вертоліт був збитий ракетою російського винищувача, серед членів екіпажу загинув полковник Ігор Бедзай                 |
| 22.05.2022 | Мі-24П     | не встановлено                         | задокументовано збитий в ході бойових дій Мі-24П |
| 13.07.2022 | Мі-8       | Пречистівка, Донецька область          | у бою окупанти збили гелікоптер Мі-8, на борту якого перебували українські захисники, весь екіпаж загинув                                                       |
| 08.08.2022 | Мі-2       | не встановлено                         | льотчик Вадим Кравець загинув під час виконання бойового завдання                                                                                               |
| 09.08.2022 | Мі-24П     | не встановлено                         | задокументовано збитий в ході бойових дій Мі-24П |
|            |            |                                        | |
| 31.01.2023 | Мі-2       | Полтавська область                     | льотчик-штурман Владислав Станкевич та командир вертолітної ланки Геннадій Бутенко загинули під час проведення навчально-тренувального польоту                  |
| 29.08.2023 | Мі-8       | Донецька область                       | на Донеччині розбилися два військові гелікоптери Мі-8 з 18 ОБрАА, відомо про 6 загиблих                                                                         |
| 29.08.2023 | Мі-8       | Донецька область                       | на Донеччині розбилися два військові гелікоптери Мі-8 з 18 ОБрАА, відомо про 6 загиблих                                                                         |
|            |            |                                        | |
| 13.02.2024 | Мі-17В5    | Роботине, Запорізька область           | гелікоптер Мі-8 був збитий у ході бойових дій |
| 12.03.2024 | Мі-8       | Новопавлівка, Дніпропетровська область | 13 березня було оприлюднено відео удару (ймовірно днем раніше) по гелікоптерах ЗСУ, також відомо про загибель двох військовослужбовців 12 ОБрАА 12 березня      |
| 12.03.2024 | Мі-17В5    | Новопавлівка, Дніпропетровська область | 13 березня було оприлюднено відео удару (ймовірно днем раніше) по гелікоптерах ЗСУ, також відомо про загибель двох військовослужбовців 12 ОБрАА 12 березня      |
| 17.03.2024 | Мі-24      | Лукашівка, Сумська область             | 17 березня стало відомо про знищений український гелікоптер Мі-24 у ході боїв у російському прикордонні                                                         |
| ??.03.2024 | Мі-8       | схід України                           | командир екіпажу гелікоптера Мі-8 Віталій Пляка загинув в березні 2024 року унаслідок ураження гелікоптера з ПЗРК                                               |
| 11.05.2024 | Мі-24      | Манвелівка, Дніпропетровська область   | було опубліковано відео з ураженням двох гелікоптерів Мі-24 на стоянці                                                                                          |
| 11.05.2024 | Мі-24      | Манвелівка, Дніпропетровська область   | було опубліковано відео з ураженням двох гелікоптерів Мі-24 на стоянці                                                                                          |
| 01.09.2024 | Мі-2       | Харків                                 | під час навчально-тренувального польоту зазнав катастрофи вертоліт Мі-2                                                                                         |
|            |            |                                        | |
| 13.05.2025 | Мі-24      | Львівська область                      | відомо про знищений борт Мі-24В |

## БпЛА
| дата       | БпЛА   | місце             | подробиці |
| ---------- | ------ | ----------------- | --- |
| 01.08.2014 | Ту-143 | схід України      | штаб АТО підтвердив запуск БпЛА і аварію, за даними росіян стався збій в програмі і БпЛА впав на території, що не контролювалася українськими військами |
| 03.02.2015 | Ту-143 | Луганська область | збитий вогнем із землі в районі міста Ірміно в околицях шахти, уламки БпЛА і парашут представлені російським журналістам                                |

### Після повномасштабного вторгнення
Згідно з Oryxspioenkop на 1 березня 2024 року зафіксовано 296 БпЛА оперативно-тактичного рівня.
| дата       | БпЛА          | місце                      | подробиці |
| ---------- | ------------- | -------------------------- | --- |
| 24.02.2022 | Bayraktar TB2 | Чугуїв, Харківська область | встановлене знищення чотирьох БпЛА українськими військовослужбовцями з метою запобігання захопленню ворогом                       |
| 24.02.2022 | Bayraktar TB2 | Чугуїв, Харківська область | встановлене знищення чотирьох БпЛА українськими військовослужбовцями з метою запобігання захопленню ворогом                       |
| 24.02.2022 | Bayraktar TB2 | Чугуїв, Харківська область | встановлене знищення чотирьох БпЛА українськими військовослужбовцями з метою запобігання захопленню ворогом                       |
| 24.02.2022 | Bayraktar TB2 | Чугуїв, Харківська область | встановлене знищення чотирьох БпЛА українськими військовослужбовцями з метою запобігання захопленню ворогом                       |
| 17.03.2022 | Bayraktar TB2 | не встановлено             | задокументовано збитий в ході бойових дій Bayraktar TB2                                                                           |
| 30.03.2022 | Bayraktar TB2 | не встановлено             | задокументовано збитий в ході бойових дій Bayraktar TB2                                                                           |
| 02.04.2022 | Bayraktar TB2 | Херсонська область         | задокументовано збитий в ході бойових дій Bayraktar TB2 (Т187), виставлений в музеї в Севастополі                                 |
| 25.04.2022 | Bayraktar TB2 | не встановлено             | задокументовано збитий в ході бойових дій Bayraktar TB2 (S49T)                                                                    |
| 27.04.2022 | Bayraktar TB2 | не встановлено             | задокументовано збитий в ході бойових дій Bayraktar TB2                                                                           |
| 27.04.2022 | Bayraktar TB2 | не встановлено             | задокументовано збитий в ході бойових дій Bayraktar TB2                                                                           |
| 01.05.2022 | Bayraktar TB2 | не встановлено             | задокументовано збитий в ході бойових дій Bayraktar TB2 (S51T)                                                                    |
| 23.05.2022 | Bayraktar TB2 | о. Зміїний                 | 23 травня 2022 року було знайдено рештки Bayraktar TB2 (75) на чорноморському узбережжі Румунії, ймовірно збитого 7-8 травня 2022 |
| 22.06.2022 | Bayraktar TB2 | Вугледар, Донецька область | задокументовано збитий у квітні-травні 2022 Bayraktar TB2 (T274)                                                                  |
| 23.07.2022 | Bayraktar TB2 | не встановлено             | задокументовано збитий в ході бойових дій Bayraktar TB2                                                                           |
| 25.07.2022 | Bayraktar TB2 | південь України            | задокументовано збитий в ході бойових дій Bayraktar TB2 (T29?)                                                                    |
| 26.07.2022 | Bayraktar TB2 | не встановлено             | задокументовано збитий в ході бойових дій Bayraktar TB2 (U139)                                                                    |
| 10.08.2022 | Bayraktar TB2 | південь України            | задокументовано збитий в ході бойових дій Bayraktar TB2 (409 червоний)                                                            |
| 04.09.2022 | Bayraktar TB2 | Херсонська область         | задокументовано збитий в ході бойових дій Bayraktar TB2                                                                           |
| 22.01.2023 | Bayraktar TB2 | Одеська область            | задокументовано у переліку втрат українських БпЛА 22 січня 2023 року                                                              |
| 18.02.2023 | Bayraktar TB2 | не встановлено             | Bayraktar TB2 (T223) задокументовано у переліку втрат українських БпЛА 18 лютого 2023 року                                        |
| 23.02.2023 | Bayraktar TB2 | Харківська область         | за непідтвердженою інформацію був помилково збитий українськими військовими                                                       |
| 04.05.2023 | Bayraktar TB2 | Київ                       | над Києвом силами ППО було збито український безпілотник оскільки він втратив керування і міг завдати шкоди                       |
| 12.05.2023 | Bayraktar TB2 | Марʼїнка, Донецька область | задокументовано збитий в ході бойових дій Bayraktar TB2 (U106)                                                                    |
| 17.07.2023 | Bayraktar TB2 | Херсонська область         | задокументовано збитий в ході бойових дій Bayraktar TB2                                                                           |

## Неповні дані
Тут перераховані льотні події, про які відсутня суттєва інформація — наприклад, невідомі дата, обставини чи немає підтверджень того, що літальний апарат був втрачений безповоротно.
- У середині 1990-х років на військовому аеродромі у Волинській області загорівся (і, мабуть, згорів) бомбардувальник Су-24[250].
- 7 травня 2003 року у Львівській області при заході на посадку зазнав аварії і був пошкоджений гелікоптер Мі-24. Ступінь пошкодження і подальша доля машини невідомі[251].
- 18 вересня 2013 року під Севастополем на аеродромі «Бельбек» при посадці зазнав аварії і був пошкоджений гелікоптер Сухопутних військ України Мі-24П. Поранень зазнали два з трьох членів екіпажу. Характер і ступінь пошкоджень, отриманих машиною в пригоді, не дозволяє однозначно віднести її до безповоротно втрачених[252][253].
- 2 липня 2014 року фронтовий бомбардувальник Су-24М ВПС України був підбитий з ПЗРК в Донецькій області під час війни на сході України. Льотчику вдалося погасити займання у двигуні та повернути пошкоджену машину на аеродром базування у Дніпропетровську. При посадці літак загорівся знову і був погашений аварійно-рятувальною командою. Обидва члени екіпажу щасливо покинули пошкоджену машину. Згідно із заявою представника Міністерства оборони України літак потребує ремонту та розглядається на предмет можливості подальшої експлуатації[254][255][256].

## Втрати цивільної та рятувальної авіації повʼязані з бойовими діями
| дата       | тип               | місце                              | подробиці |
| ---------- | ----------------- | ---------------------------------- | --- |
| 21.06.2014 | Мі-9              | Зміївський р-н, Харківська область | гелікоптер ДСНС, задіяний в рамках війни на сході України, розбився у Харківської області, загинули три члени екіпажу                                                                        |
| 22.04.2022 | Ан-26В-100        | Михайлівка, Запорізька область     | за попередніми даними, літак зачепив електроопору, внаслідок чого загорівся двигун, 1 пілот загинув, 2 зазнали ушкоджень                                                                     |
| 18.01.2023 | EC-225 Super Puma | Бровари, Київська область          | падіння гелікоптера на дитячий садок, загинуло 10 людей, що перебували на борту (зокрема високопосадовці:міністр МВС, перший заступник міністра та державний секретар), та 4 людини на землі |
| 05.04.2023 | Aeroprakt A-22    | Брянська область, РФ               | згідно з інформацією російської сторони, був збитий легкомоторний літак під час завдання бомбових ударів, пілот потрапив у полон                                                             |